# Mauri Pekkarinen

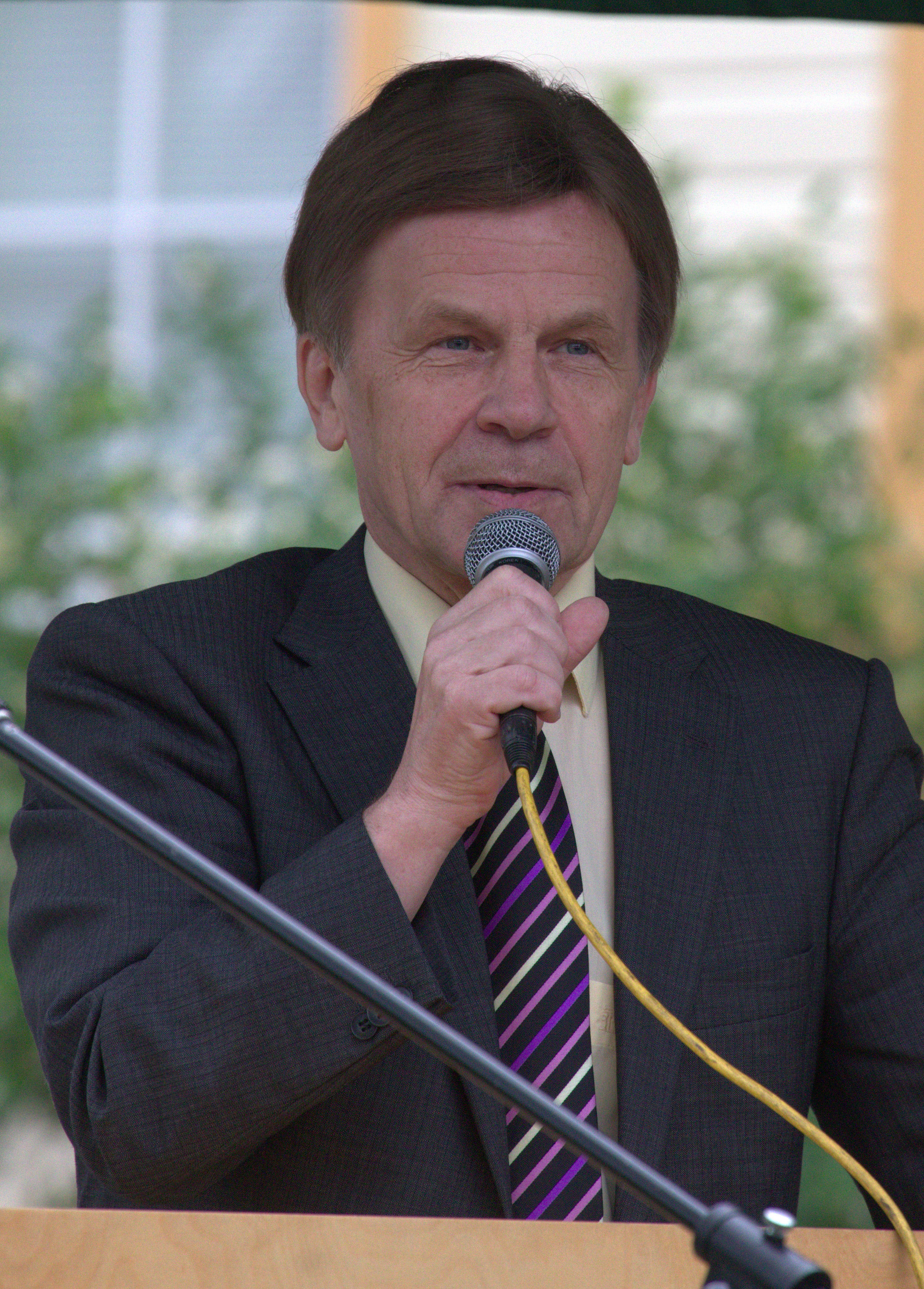
Mauri Pekkarinen (2010)

Mauri Pekkarinen (* 6. Oktober 1947 in Kinnula) ist ein finnischer Politiker, langjähriger Parlamentarier, von 2008 bis 2011 Wirtschaftsminister und Angehöriger der Finnischen Zentrumspartei.
Das Abitur legte Pekkarinen 1968 ab. Er studierte an der Universität Jyväskylä Wirtschaft mit Examen im Jahr 1974. Das erste Mal wurde er 1979 ins Finnische Parlament gewählt. Seitdem gehört er ihm ununterbrochen an.
Er war Handels- und Industrieminister in den Regierungen Jäätteenmäki und Vanhanen I sowie in den ersten Monaten von Vanhanen II 2003–2008. Finnlands Innenminister war er von 1991 bis 1995. Im Juni 2010 verlor er nach Vanhanens Wechsel in die Europäische Kommission die Abstimmung zum Vorsitzenden der Zentrumspartei mit 1035:1357 gegen Mari Kiviniemi, die damit auch Ministerpräsidenten wurde.